# Cryphaea helictophylla
Cryphaea helictophylla là một loài rêu trong họ Cryphaeaceae. Loài này được Mont. mô tả khoa học đầu tiên năm 1845.